# Dima vonickai
Dima vonickai (лат.) — вид жуков-щелкунов (Elateridae) из подсемейства Dendrometrinae.

## Распространение
Встречается в Южной Европе: Албания (Zepës Mts).

## Описание
Взрослый жук имеет длину от 10,7 до 12,3 мм и ширину около 5 мм. Основная окраска тела чёрная, ноги красновато-коричневые, опушение желтоватое.
Видовое название дано в честь Mr. Pavel Vonička (Liberec, Чехия), который собрал часть типовой серии нового вида.